# Eburodacrys martinezi
Eburodacrys martinezi är en skalbaggsart som beskrevs av Martins 1997. Eburodacrys martinezi ingår i släktet Eburodacrys och familjen långhorningar. Inga underarter finns listade i Catalogue of Life.